# Segona batalla de Moulin-aux-Chèvres
La batalla del bosc de Moulin-aux-Chèvres, lloc de vegades confós amb la ciutat de Moulins al costat de Châtillon-sur-Sèvre avui Mauléon a la qual ara està adossada, va tenir lloc durant la guerra de Vendée al territori de la comuna de Nueil-sous-les-Aubiers (actual Nueil-les-Aubiers) a l'antiga carretera que unia Châtillon-sur-Sèvre amb Bressuire i a mig camí entre aquestes dues ciutats.

## La batalla
Seguint el pla de Canclaux, el 9 d'octubre, el general Chalbos va abandonar Bressuire on s'havien unit les tres divisions, i va agafar el camí de Châtillon amb 11.000 homes. Lescure, que només tenia 4.000 soldats per oposar-s'hi, va demanar ajuda a La Rochejaquelein i Stofflet, però només van poder reunir 2.000 homes.
Els Vendeans van intentar de nou protegir la seva "capital", però gairebé dues vegades superats en nombre, van entrar en pànic quan la cavalleria de Westermann els va prendre del flanc.
Aleshores, els republicans es van apoderar de Châtillon (avui Mauléon) i després van calar foc a tot el país circumdant.